# Radvanec
Radvanec är en ort i Tjeckien. Den ligger i den norra delen av landet, 70 km norr om huvudstaden Prag. Radvanec ligger 304 meter över havet och antalet invånare är 118.
Terrängen runt Radvanec är platt åt sydost, men åt nordväst är den kuperad.Runt Radvanec är det ganska tätbefolkat, med 75 invånare per kvadratkilometer. Närmaste större samhälle är Česká Lípa, 8,4 km sydväst om Radvanec. I omgivningarna runt Radvanec växer i huvudsak blandskog.